# ハリナ・タム
ハリナ・タム（譚小環、Halina Tam、1972年9月6日 -）は、香港出身の女性歌手・女優である。本名同じ。身長は170cm。体重は52kg。籍貫は広東番禺。
1994年、ミス香港コンテストに参加、その後、TVBに加入。1997年、BMGの歌手になる。

## 出演作品

### テレビドラマ(TVB)
- 開心華之里（1993年） - 方小環 役
- 緝私群英（1996年） - 方尚怡 役
- 殭屍福星（1996年） - 任翠玲 役
- バーチュース・オブ・ハーモニー（2001年）（古代版第133-143話） - 恭欣素 役
- 勇探實錄（2001年） - 汪靜兒 役
- 彩色世界（2002年） - 夏桂芬 役
- 九五至尊（2003年） - 岑尹天娜 役
- 洗冤錄II（2003年） - 阮玉寶 役
- 衛斯理（2003年） - 芭珠 役
- 金牌冰人（2003年） - 包蔚藍 役
- 非常外父（2003年） - 畫媚 役
- 廉政行動2004（2004年）（第4話） - 思雅 役
- バーチュース・オブ・ハーモニー（2004年）（現代版第438-442話） - ビビアン 役
- 水滸無間道（2004年） - ジャネット 役
- 我師傅係黃飛鴻（2005年） - 陸月好 役
- 秀才遇著兵（2005年） - 陸秀姑 役
- 妙手仁心III（2005年） - 簡素媛 役
- 窈窕熟女（2005年） - 王美英 役
- 蕭十一郎（2005年）（TVBペイ・ヴィジョン放映） - 花如玉 役
- 謎情家族（2006年） - 樂佩佩 役
- 飛短留長父子兵（2006年） - 林慧姿 役
- 樓住有情人（2006年） - 鍾靜欣 役
- 東方之珠（2006年） - 菲菲 役
- 鳳凰四重奏（2006年） - 木村太太 役
- 亂世佳人（2007年） - 陸燕珍 役
- 爸爸閉翳（2007年） - 程若詩 役
- 金石良緣（2008年） - 田娜 役
- 少年四大名捕（制作中）

## ディスコグラフィー
- 自主（1997年）
- 被愛（1997年）
- 最差情人（1998年）